# Aderiger Morchelbecherling
Der Aderige Morchelbecherling (Disciotis venosa), auch Aderbecherling, Gemeiner Morchelbecherling oder Flatschmorchel genannt, ist ein Schlauchpilz aus der Familie der Morchelverwandten.

## Merkmale

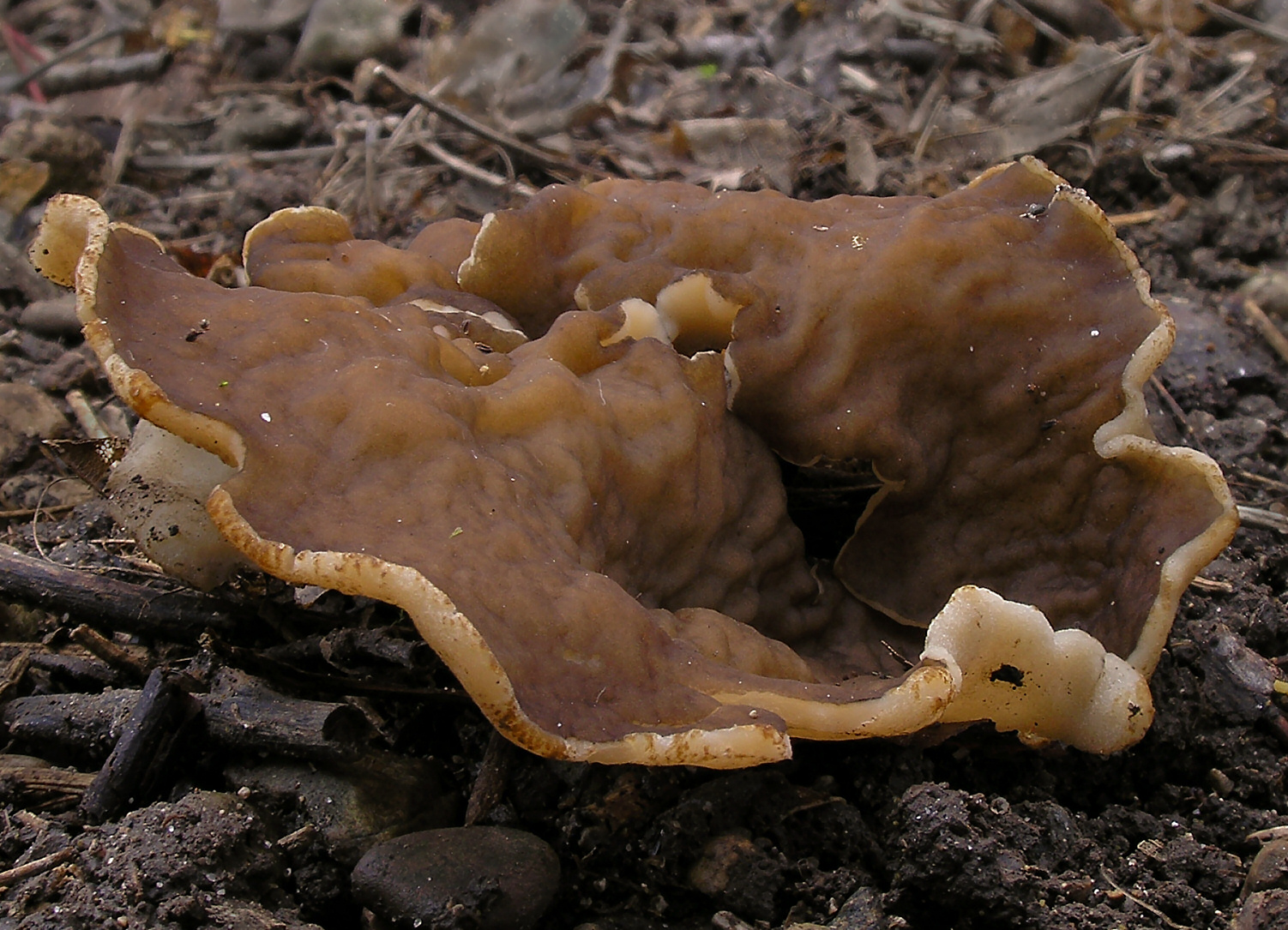
Der Trivialname Flatschmorchel rührt von den älteren, flach ausgebreiteten Fruchtkörpern.

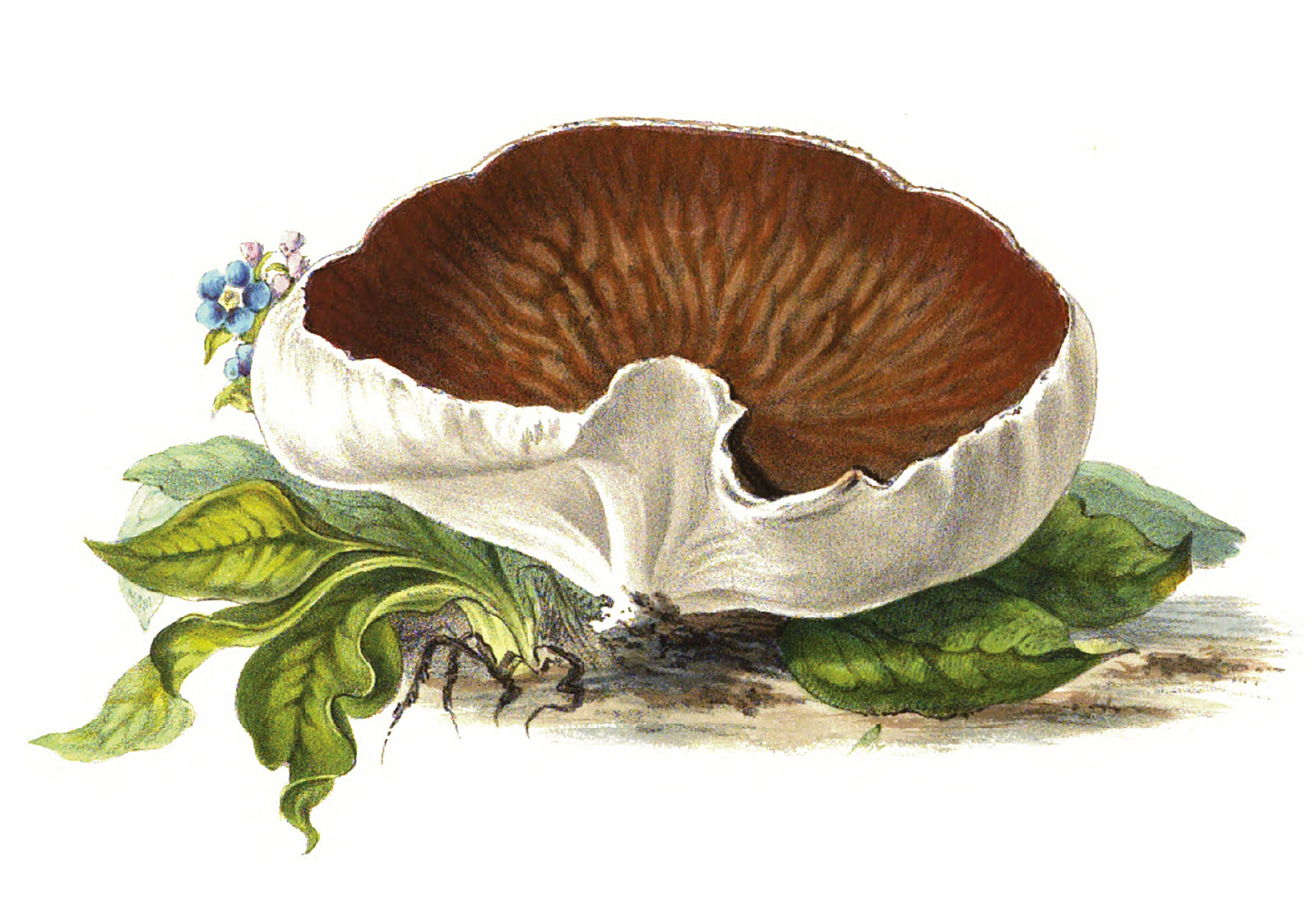
Farbtafel des Aderigen Morchelbecherlings (Disciotis venosa) aus Thomas John Husseys Illustrations of British mycology, 2nd ed. (1865)

### Makroskopische Merkmale
Die Becher sind reif meist weitgehend flach auf dem Boden ausgebreitet, 3–18 cm im Durchmesser bei 2,5–3 mm Dicke und im Zentrum oft etwas hirnartig gerundet-gerunzelt. Innen- wie Außenseite sind matt, also ohne Glanz. Die Innenseite ist gelbbraun bis rotbraun. Die deutlich hellere, oft sogar weißliche Außen- bzw. Unterseite erscheint manchmal feinstkleiig-geschuppt. Der Stielansatz ist furchig zusammengezogen und sehr kurz. Das Fleisch ist mürbe und brüchig; es riecht mehr oder weniger nach Chlor, besonders an verletzten Stellen. Es hat außerdem einen milden Geschmack.

### Mikroskopische Merkmale
Die farblosen, elliptischen und glattwandigen Sporen messen 20–24 µm in der Länge, 11–14 µm in der Breite und haben kleine Tröpfchen an den Polenden. Sie reifen in zylinderförmigen Schläuchen heran, die 300 µm lang und 18–20 µm breit sind. Die Schläuche sind mit fadenförmigen, sterilen Safthaaren untermischt und bilden zusammen die Fruchtschicht. Jene Paraphysen können gegabelt sein und besitzen an der Spitze eine keulige Form.

## Artabgrenzung
Äußerlich sieht die Scheiben-Lorchel (Discina ancilis), auch Größter Scheibling genannt, sehr ähnlich aus. Der Doppelgänger des Aderigen Morchelbecherlings riecht jedoch nicht nach Chlor, wächst auf Nadelholz und besitzt feinwarzige Sporen mit Anhängseln an den Polenden.

## Ökologie und Phänologie
Der Aderige Morchelbecherling lebt saprob und steht häufig mit Morcheln zusammen, die vergleichbare ökologische Ansprüche stellen. Wie seine Namensverwandten besiedelt er kalkhaltige Böden und scheint auf sauren Böden gänzlich zu fehlen. Das typische Biotop der Art sind Auwälder entlang von Bächen und Flüssen. Der Aderige Morchelbecherling kann aber auch auf Streuobstwiesen hinauswachsen. Die Fruchtkörper erscheinen von März bis Mai vereinzelt oder in großen Gruppen, weshalb sich das Sammeln häufig lohnt. In den dicht mit Bärlauch bestandenen Gebieten sind die Pilze jedoch schwer aufzuspüren. An spärlicher bewachsenen Stellen wird man dagegen leichter fündig.

## Verbreitung
Gebietsweise kann der Aderige Morchelbecherling recht häufig sein. In der Schweiz wurden bisher 250 Funde gemeldet (Stand ist April 2009), davon sind die meisten aus dem Mittelland. In den Alpen und allgemein in den höheren Lagen ist er sehr selten, etwa 99 % der Funde wurden unter 1000 m. ü. M. gemacht. Richtung Italien, im Tessin, wurde er hingegen wieder nachgewiesen. In der roten Liste der Schweiz ist er im Moment unter „low concern“ – keine Gefährdung – aufgeführt. In Deutschland wird er unter Gefährdung unbekannten Ausmaßes (RL G) und als mäßig häufig eingestuft.

## Bedeutung
Durch sein morchelähnliches Aroma ist er ein sehr schmackhafter Speisepilz. Der Chlorgeruch verschwindet beim Garen und stört deshalb nicht. Mit den Morcheln hat er gemeinsam, dass getrocknete Exemplare bei späterer Verwertung nach dem Aufquellen der Fruchtkörper wie frisch schmecken.